# 一番丸
一番丸は福井藩が建造、保有した洋式帆船。公的には「コツトル御船」と称された。
製造方頭取佐々木権六の元で、三国宿浦に設けられた造船所で建造された。佐々木は独力で設計を行ったようである。彼はペリーの黒船に乗り込んだことがあった他、ジョン万次郎に作成した模型を見せて助言をもらったという。
「一番丸」は1本マストのコツトル（カッター）で、長さ11間（20.0m）、幅3間半（6.4m）、深さ2件7寸（3.8m）であった。竣工伺では乗員16名とされている。大砲の有無は不明である。
「一番丸」は安政4年（1857）9月10日に起工され、安政6年4月8日に幕府へ竣工が届け出られている。4月21日に最初の航海に出発した。文久3年（1863年）4月には藩が購入した蒸気船「黒竜丸」の受け取りに向かう藩士を運んでいる。
「一番丸」に続いて「二番丸」以降の建造も考えられていたという。